# Грош
Грош (на полски: grosz; на турски: kuruş, от немски: Groschen, от латински: grossus /dēnārius/ „дебел денарий“) е монета, използвана в различни европейски страни по различно време, включително и в съвременността.

## Произход
За пръв път грошове се секат в Италия в края на 12. век. През 1172 г. в Генуа е пусната сребърна монета с тегло 1.46 г. Наричат я dēnārius grossus – „дебел“ денарий. Генуезското „гросо“ (grosso) се приравнява на 4 обикновени „тънки“ генуезки денария. В скоро време „гросо“ се появява и във Флоренция (1182 г.), Кремона, Падуа, Милано, Пиза и Венеция.

## Турски грош
Отначалото теглото на монетата е сравнително малко, но впоследствие рязко се повишава. През 1266 г. във Франция, в град Тур се появява френската версия на „гросо“ – сребърната монета турски грош с тегло 4,22 g, проба 958 – така нареченото „гро турнуà“ (на френски: gros tournois), известно в нумизматичната литература като „турнуз“. Равнява се на 12 дение турнуа, на един солид.
Качеството на монетите обаче постепенно се влошава и през 1365 г. една монета гро турнуа вече тежи 2,55 g, но се равнява на 15 дение турнуа. С течение на времето дори пробата на чистия метал се променя. По време на Стогодишната война (1337 – 1453) френският крал Жан II Добрия с цел да покрие все по-нарастващите разходи по военната кампания наредил да се секат само гро турнуа с влошена проба, които били наричани още „блан“.
През 1300 г. се появила и чешката разновидност на италианските гросо – пражкият грош с тегло 3,7 g. и проба 928. До края на 15. век (до началото на Хусистките войни 1420 – 1434) Чехия била най-големият емисионен център в Централна Европа. Грошовете се сечали в Монетния двор в град Кутна Хора под надзора на италиански специалисти.
През 1338 г. в Тюрингия започнало сеченето на майсенския грош (Meißner Groschen) с тегло 3,8 g и съдържание на 3,4 g сребро, който скоро се разпространил по цяла Германия.
В Англия първият аналог на „гро турнуа“ е пуснат през 1279 г. от крал Едуард I, наречен по английски маниер „гроут“ (groat). Той съдържал 4,23 g сребро и се приравнява на 4 пенса. През 1351 г. започва регулярно сечене на гроути, при което се пускат в обращение и монети „половин гроут“ с тегло 2,05 g.
През 14. век подобна монета, наречена „гроот“ се въвежда в Нидерландия с тегло на среброто 2,96 g при общо тегло 4,14 g.
Съдържанието на сребро в грошовете е съвсем различно и постоянно се намалява в резултат на инфлационни процеси. Постепенно грошът се превръща в дребна сребърна разменна монета, чието название и в преносен смисъл се използва в смисъл на нещо дребно и незначително.

## Германски грош
Грошът, сечен през 1338 г. от маркграфа на Майсен Фридрих II като подражание на пражкия грош, сам се превръща в образец за множество немски монети. Той тежи 3,9 g (при 3,66 g чисто съдържание на сребро). Общото количество на всички типове майсенски грошове е няколко хиляди.
В скоро време грошове започнали да се пускат в Хесен, Брауншвайг, Щолберг, Ерфурт, Мансфелд и др.
Качеството на гроша постоянно се променя. През 1360 г. майсенският грош съдържа вече 2,788 g сребро. Често се предприемат опити да се задържи качеството на гроша, в резултат на което през 15. век било установено устойчиво доста отношение на гроша към гулдена. Отначало се сечали грошове на стойност 1/20 или 1/21 от рейнския гулден, а впоследствие – 1/26.
От началото на сеченето на талера (в края на 15. век), който трябвало да представлява сребърният еквивалент на златния гулден, грошът е приравнен на 1/21 талера, а самият талер за известновреме бил наричан „гулденгрош“. Но понеже качеството на грошовете постоянно се снижавало те се разменяли за 20 до 40 за талер. През 1570 г. 1 грош бил приравнен на 1/24 от талера и на монетата започнали да изобразяват числото „24“. Монетната криза в Германия, започнала в началото на 17. век и достигнала връхната си точка по време на Тридесетгодишната война (1618 – 1648) довежда до широкото разпространение на нископробни монети, включително и до краха на паричната система на Свещената римска империя.
Качеството на гроша било възстановено едва с появата на т.нар. „гутергрош“ (на немски: Guter Groschen – добър грош), който отново бил приравнен на 1/24 от талера. Названието „гутергрош“ се запазило до 19. век. В болшинството случаи се сечали монети от по 1 грош, но през 1764 г. се пускат и по 1/2 гроша (които от 1797 г. се изработват от мед), а впоследствие и с други номинали.
В съответствие с монетната реформа в Прусия през 1821 г. започнали да се пускат вече билонни монети, като първите от тях били наричани „зилбергрошове“ (на немски: Silber Groschen – сребърен грош). Те били с номинал 1/30 от талера и се равнявали на 12 пфенига. Освен в Прусия зилбергрошове били пускани и в повечето германски графства.
Нзванието „грош“ на монетите се запазило в Брауншвайг, Хановер (до 1866 г.), в Олденбург и Саксен-Кобург-Гота. В Бремен монетите се наричали „грот“ (пускали се сребърни монети от 6, 12 и 36 грота). В Саксония през 1840 г. бил въведен т.нар. „нойгрош“ (на немски: Neue Groschen – нов грош), равен на 10 пфенига (а не на 12 като зилбергроша).
Билонни грошове се пускат до създаването на Германската империя и до въвеждането на единната монетна система през 1873 г.

## Полски и литовски грош
През 1367 година като аналог на „пражкия грош“ полският крал Кажимеж III Велики пуска собствен грош в Краков, т.нар. „краковски грош“. Монетата имала същата проба като пражката (775), но се различавала по тегло (тежала 3,2 g срещу 3,4 при пражката). Сеченето продължило кратко време и било пуснато само малко количество монети. При това литовският грош се равнявал на 10 денария („пезени“), а качеството на полския грош било още по-лошо и се разменял за 8. Сечали се и монети от половин грош с тегло 1,24 g за литовския и 1,03 g за полския.
През 1526 г. полският грош вече тежал 2,059 g, имал диаметър 24 mm и проба 375. В 1535 г. се сечал литовски грош с диаметър 26 mm. През 16. и 17. век грошът станал основна разменна монета в Полша и Литва. Сечали се сребърни и билонни монети от 1/2, 1, 2, 3, 4 и 6 гроша. Крал Сигизмунд III Васа въвежда още един номинал – 1,5 гроша.
В края на 17. век в Полско-литовската държава Жечпосполита се оформили две монетни ситеми: основана на медта (с основен номинал солида) и основана на среброто (с основа – гроша), но през 18. век при крал Август III и грошовете започнали да се изработват от мед, но за да се отличава от сребърния грош, медния бил наречен „грошовик“'. Той се равнявал на 3 медни солида, а 30 грошовика правели една злота, а самата злота се равнявала на 4 сребърни гроша. Пускането на медни „грошовики“ и на други медни монети от половин до три гроша продължило до разделянето на Жечпосполита.
Варшавското херцогство през 1807 – 1814 г. сечало медни 1 и 3 гроша, билонни 5 гроша и сребърни 10 гроша, а пруското Велико Познанско херцогство през 1816 г. си пуснало собствен грош.
Полското кралство в състава на Руската империя (от 1815 г.) пускало собствени монети, които от 1832 г. били с 2 номинала – полски и руски. 1 полски грош бил равен на 1/2 копейки. Сеченето на монети с 2 номинала продължило до 1850 г.
След получаването на независимост след Първата световна война Полша създава своя валутна система. От 1924 г. започва да сече злоти, всяка от които е равна на 100 гроша. Сечали се 1 грош от бронз, 2 и 5 гроша от месинг и бронз, 10 и 20 гроша от никелин и 50 гроша от никелин и желязо. След паричната реформа от 1950 г. в обращение остават само 1, 2 и 5 гроша от алуминий и 10, 20 и 50 гроша от алуминий и никел. След деноминацията от 1995 г. в обращение са 1, 2 и 5 гроша от мед и 10, 20 и 50 гроша от медно-никелна сплав.

## Руски грош
Руските грошове имат твърде ограничено и по-скоро пробно разпространение. Тази монета не намира широк прием в Русия и след няколко спорадични емисии, опитите да бъде сечена се прекратяват.
За пръв път грош в Русия се сече през 1654 г. при цар Алексей Михайлович и е равен на 2 копейки.
През 1727 г. императрица Екатерина I, вдовстващата съпруга на Петър I пуска пробни грошове от мед със същия номинал – 2 копейки.
През годините на Седемгодишната война (1756 – 1763) императрица Елисавета Петровна, дъщеря на Петър I, сече специални сребърни и билонни монети за окупираната Прусия.
През 19. век циркулиращия в обращение полски грош, пускан от подчиненото Полско кралство, се приравнява на 1/2 копейки.
Други опити да се пуска монетата грош на руска територия не са правени.

## Османски грош
Османската империя, достигнала в известни периоди от своята история до Централна Европа, също се влияе от европейските парични системи. Още през 17-и век започва да емитира монета, съответстваща на широко разпространения грош. Но при нея съобразно фонетичните правила на езика, названието „грош“ постепенно се трансформира в „куруш“, което се запазва и в по-нататъшната ѝ история.
Нетурското население в европейските предели на Османската империя обаче продължава да нарича монетата „грош“ и с това название тя влиза в много художествени произведения и фолклорни творби от онова време, както и в немалко документи, които не са написани на турски език.
При въвеждането на българския лев, съществуващите в обращение турски грошове са приравнени към лева в съотношение 1:5 (20 стотинки = 1 грош). Другата турска монета – парата, е приравнена към лева в съотношение 1:200 (един турски грош е бил 40 пари).

## Грошове през XX век
До началото на XXI век грошове в качеството си на разменна монета се запазват в Австрия (100 гроша = 1 шилинг), но с преминаването към общоевропейската валута евро, тяхното функциониране се прекратява. В Полша се използват и до днес (100 гроша = 1 злота).
Остава да функционира турският грош (куруш), който е равен на 1/100 от турската лира.

## Съвременно използване на грош
В България тази дума се среща в художествената литература от преди 20. век или в стари документи от времето на османското господство. Оттогава са останали и народни песни предимно с хумористични мотиви:
| „ | – Давай, Радке, що си зела – два пръстена позлатени, жълтиците с шиниците, имането с казаните, грошовете с кошовете! | “ |
| из народната песен „Петко Ради пръстен даде“, включена в „Нова песнопойка. Народни песни и стихотворения“, 1878 | |   |

Все още се радват на широка употреба множество поговорки, свързани с думата грош, повечето от които с иронично-пренебрежителен характер:
| „ | „През куп, та за грош“ „И пукнат грош не чини“ „И пукнат грош за него не давам“ „Работа за грош, поразия за два“ „Преди мандата без грош, след него – цял кош“ „Един грош да имаш, ама като чорбаджия да го дадеш“ и др. | “ |

Както и в други европейски езици, когато се каже „грош“ се има предвид дребна монета, маловажен обект, нещо с незначителна стойност.